# Paul Hensler
Paul Hensler (* 16. Januar 1929 in Freiburg im Breisgau; † 17. März 2014 in Stuttgart) war ein deutscher Ingenieur und einer der wichtigsten Motorenkonstrukteure und Chefingenieur der Dr. Ing. h.c. F. Porsche AG.
Hensler begann seine Karriere 1958 nach dem erfolgreichen Abschluss eines Maschinenbaustudiums in Karlsruhe mit der Weiterentwicklung von Dieselmotoren für Porschetraktoren in Friedrichshafen. 1963 verkaufte Porsche die Traktorensparte und Hensler wechselte in den Personenwagen-Moterenversuch. Dort war er für die Weiterentwicklung des Boxermotors des Porsche 911 und für die Motorenkonzepte der Baureihen 928 und 944 verantwortlich. Die in Henslers Team entwickelten Motoren waren im Motorsport sehr erfolgreich. Niki Lauda wurde damit Formel-1-Weltmeister.
Hensler war ein Pionier der Abgasforschung in Deutschland. Ausgehend von einem in Ferry Porsches Garage errichteten Prüfstand baute Hensler die Abgasforschung zunächst mit selbst entwickelten Messinstrumenten in Deutschland auf.
Paul Hensler trat 1994 in den Ruhestand. Er starb am 17. März 2014 in Stuttgart.